# Lunang Utara
Lunang Utara is een bestuurslaag in het regentschap Zuid-Pesisir van de provincie West-Sumatra, Indonesië. Lunang Utara telt 3670 inwoners (volkstelling 2010).